# Massimo Felisatti
Massimo Felisatti (Ferrara, 12 maggio 1932 – Roma, 7 settembre 2016) è stato un regista, sceneggiatore e scrittore italiano.

## Biografia
Da giovanissimo strinse un'intensa amicizia con Fabio Pittorru, Renzo Ragazzi, Guido Fink, Massimo Sani e il più anziano Florestano Vancini, che nella Ferrara degli anni '50 contribuirono ad animare la vita culturale della città dove nasce il Filò, con sede all'osteria Croce Verde. Felisatti iniziò a lavorare come giornalista in alcune testate locali come la «Nuova Scintilla», svolgendo nel contempo attività politica e pubblicando saggi su Ferrara nell'età napoleonica e sul poeta Antonio Cammelli detto Il Pistoia. Diresse anche la rivista culturale Ferrara.
Laureatosi in lettere moderne e appassionato di cinema, pur rimanendo legatissimo a Ferrara, nel 1966 si trasferì a Roma dove visse e lavorò stabilmente.
Si dedicò alle traduzioni (Opere latine di Dante, Storia dei Longobardi di Paolo Diacono) e alla saggistica (Gli strateghi di Yalta, Un delitto della polizia? Morte dell'anarchico Romeo Frezzi). A Roma ritrovò anche Vancini e Pittorru; con quest'ultimo firmò alcuni pregevoli gialli di successo (Violenza a Roma, La madama) che testimoniano il loro impegno sociale e da cui vennero tratti film che i due amici collaborarono a sceneggiare. Per quest'ultima attività, tra Felisatti e Pittorru si stabilì un proficuo sodalizio professionale che aprì alla coppia anche le porte del piccolo schermo con la fortunata serie televisiva Qui squadra mobile, uno dei primi polizieschi di ambientazione italiana, trasmesso in due serie nel 1973 e nel 1976, a cui faranno seguito altri thriller come Albert e l'uomo nero o Vuoto di memoria.
In campo letterario, Felisatti si affermò come giallista vincendo tre volte il Premio Gran Giallo Città di Cattolica con i romanzi Violenza a Roma (1974), La nipote scomoda (1977) e Agave (1981).
Come regista cinematografico, Felisatti affiancò Sergio Grieco nella direzione del film I violenti di Roma bene con Antonio Sabàto, firmandosi curiosamente "Ferrara", e continuò per tutti gli anni '70 e '80 la sua attività sia di sceneggiatore per fiction televisive di successo (come le riduzioni dei romanzi Le terre del sacramento di Francesco Jovine, Il garofano rosso di Elio Vittorini o L'Andreana di Marino Moretti) sia di scrittore di saggi e romanzi (Rosso su nero del 1996 per Il Giallo Mondadori, O dolce terra addio scritto con Marco Leto). Collaborò anche a inchieste televisive di valore (Un delitto di regime: il caso Don Minzoni, Gli strumenti del potere, Le passioni di un decennio, Le radiose giornate, Hemingway a Venezia) e dal 1982 al 1988 fu anche consigliere del Centro Sperimentale di Cinematografia.

## Filmografia

### Regia
- I violenti di Roma bene, coregia con gli pseudonimi di Segri-Ferrara (Sergio Grieco-Massimo Felisatti) (1975)
- Un altro mondo è possibile, partecipazione al documentario collettivo ideato e coordinato da Francesco Maselli sui fatti del G8 di Genova (2001)

### Sceneggiature e/o soggetti
- Il primo premio si chiama Irene, regia di Renzo Ragazzi (1969)
- Violenza al sole - Una estate in quattro, regia di Florestano Vancini (1969)
- Concerto per pistola solista, regia di Michele Lupo (1970)
- Quando gli uomini armarono la clava e... con le donne fecero din-don, regia di Bruno Corbucci (1971)
- La notte che Evelyn uscì dalla tomba, regia di Emilio P. Miraglia (1971)
- Abuso di potere, regia di Camillo Bazzoni (1972)
- La violenza: quinto potere, regia di Florestano Vancini (1972)
- Il corpo, regia di Luigi Scattini (1974)
- La polizia accusa: il servizio segreto uccide, regia di Sergio Martino (1975)
- ...a tutte le auto della polizia, regia di Mario Caiano (1975), tratto dal romanzo giallo Violenza a Roma
- Nude per l'assassino, regia di Andrea Bianchi (1975)
- La madama, regia di Duccio Tessari (1976)
- La moglie di mio padre, regia di Andrea Bianchi (1976)
- La vita è bella, regia di Grigori Chukhrai (1979)
- Bambole: scene di un delitto perfetto, regia di Alberto Negrin (1980)
- Il disertore, regia di Giuliana Berlinguer (1983)
- La neve nel bicchiere, regia di Florestano Vancini (1984)
- Le radiose giornate:1914-1918, (1985)
- Un uomo di razza, regia di Bruno Rasia (1989)
- Sulla spiaggia e di là dal molo, regia di Giovanni Fago (1999)
- L'appuntamento, regia di Veronica Bilbao La Vieja (2002)
- Amorfù, regia di Emanuela Piovano (2003)
- Pontormo - Un amore eretico, regia di Giovanni Fago (2004)
- E ridendo l'uccise, regia di Florestano Vancini (2005)

### Televisione
- Le terre del Sacramento, dal romanzo di Francesco Jovine, sceneggiatura di Massimo Felisatti e Fabio Pittorru, regia di Silverio Blasi, 5 puntate, dal 23 agosto al 20 settembre 1970.
- Delitto di regime - Il caso Don Minzoni, soggetto e sceneggiatura di Massimo Felisatti e Fabio Pittorru, regia di Leandro Castellani, 2 puntate, dal 24 aprile al 1 maggio 1973.
- Qui squadra mobile, sceneggiatura di Massimo Felisatti, Fabio Pittorru e Anton Giulio Majano, regia di Anton Giulio Majano, 6 episodi, dall'8 maggio al 12 giugno 1973.
- Gli strumenti del potere. 1925-1926: la dittatura fascista, soggetto e sceneggiatura di Massimo Felisatti e Fabio Pittorru, regia di Marco Leto, 3 puntate, dal 24 aprile al 1 maggio 1975.
- Albert e l'uomo nero, originale televisivo di Massimo Felisatti e Fabio Pittorru, regia di Dino Bartolo Partesano, 3 puntate, dal 21 al 28 marzo 1976.
- Qui squadra mobile, sceneggiatura di Massimo Felisatti, Fabio Pittorru e Anton Giulio Majano, regia di Anton Giulio Majano, 6 episodi, dal 7 settembre al 12 ottobre 1976.
- Chi?, 6 episodi sceneggiati da Massimo Felisatti e Fabio Pittorru, regia di Guido Stagnaro, dal 17 ottobre al 26 dicembre 1976.
- Il garofano rosso, dal romanzo omonimo di Elio Vittorini,  sceneggiatura di Massimo Felisatti, Fabio Pittorru e Piero Schivazappa, regia di Piero Schivazappa, 3 puntate, dall'11 al 25 novembre 1976.
- Tecnica di un colpo di stato: la marcia su Roma, sceneggiatura di Massimo Felisatti e Fabio Pittorru, regia di Silvio Maestranzi, 4 puntate, dal 15 dicembre 1978 al 5 gennaio 1979.

## Pubblicazioni
- Opere latine: La lingua volgare, La monarchia, Le lettere, Il problema dell'acqua e della terra di Dante Alighieri (traduzione), Milano, Rizzoli, 1965.
- Storia dei Longobardi di Paolo Diacono (traduzione), Milano, Rizzoli, 1967
- Violenza a Roma, con Fabio Pittorru, Milano, Garzanti, 1973
- Gli strateghi di Yalta, con Fabio Pittorru, Milano, Fabbri, 1974
- La Madama, con Fabio Pittorru, Milano, Garzanti, 1974
- Un delitto della polizia?, Milano, Bompiani, 1975
- La nipote scomoda, con Bruno Gambarotta, Milano, Mondadori, 1977
- Per vincere ci vogliono i leoni, con Fabio Pittorru, Milano, Mondadori, 1977
- Qui squadra mobile, Milano, Garzanti, 1978
- Agave, con Andrea Santini, Milano, Rizzoli, 1981
- Isabella d'Este, Milano, Bompiani, 1982
- Storia di Ferrara, terra d'acqua e di cielo, Milano, Camunia, 1986
- O dolce terra addio, con Marco Leto, Milano, Rizzoli, 1987
- Baruffino buffone, Ferrara, Liberty House, 1991
- Tutta per gli occhi, in Carlo Bassi et al., Ferrara 1492-1992, Ferrara, Corbo, 1992, pp. 294–295
- Corso di sceneggiatura, con Lucio Battistrada, Milano, Sansoni, 1993
- Rosso su nero, Milano, Mondadori, 1996
- Medea di Euripide (traduzione), Napoli, Liguori, 1998
- A teatro con gli Estensi, Ferrara, Corbo, 1999
- Inizio di un'avventura, nella rivista UnPoDiVersi, n. 10 (2002), p. 11
- AA.VV, Dal grande fiume al mare, Pendragon, 2003, pp. 320;
- Sette colli in nero, antologia di racconti a cura di Gian Franco Orsi, Milano, Alacran, 2006

## Riconoscimenti
- Premio Gran Giallo Città di Cattolica
  - 1974 – Miglior giallo edito per Violenza a Roma
  - 1977 – Miglior giallo edito per La nipote scomoda
  - 1981 – Miglior giallo edito per Agave